# John Reilly (Schauspieler, 1934)
John Henry Matthew „Jack“ Reilly (* 11. November 1934 in Chicago, Illinois; † 9. Januar 2021) war ein US-amerikanischer Schauspieler mit einer mehr als 36 Jahre umfassenden Karriere vor der Kamera. Er wurde vor allem als Darsteller in zahlreichen Fernsehserien und Seifenopern bekannt.

## Leben
Der in Chicago im US-Bundesstaat Illinois geborene Reilly begann Mitte der 1970er Jahre seine Karriere. Laut dem Regisseur Judd Apatow fügte der Schauspieler John C. Reilly seinem Künstlernamen die mittlere Initiale „C“ hinzu, um nicht mit seinem Namensvetter verwechselt zu werden.
1955 heiratete er seine erste Frau Donna; aus dieser Ehe stammten zwei Kinder. Vom 11. Juli 1988 an, bis zu seinem Tod, war er in zweiter Ehe mit Lily Beth „Liz“ Janred verheiratet; aus dieser Ehe stammte ein weiteres Kind. Seine Tochter Caitlin arbeitet ebenfalls als Schauspielerin sowie Influencerin auf Youtube.
Reilly, der vor seinem Tod bereits lange mit der Alzheimer-Krankheit gelebt hatte, starb im Alter von 86 Jahren an den Folgen eines nächtlichen Herzinfarkts; seine Asche wurde der Familie übergeben. Er hinterließ seine Ehefrau Liz, drei Töchter und zwei Enkel.

## Karriere
Seinen Durchbruch hatte Reilly, als er im Jahr 1974 John Colenback als Dr. Dan Stewart in Jung und Leidenschaftlich – Wie das Leben so spielt ersetzte. Nach der Rückkehr von Colenback im September 1976 verließ er die Serie. In den Jahren 1977 und 1978 folgten Gastauftritte in der Fernsehserie Die Sieben-Millionen-Dollar-Frau und  1978 in den Fernsehfilmen Lassie: A New Beginning sowie Secrets of Three Hungry Wives. 1977 war er zudem in der Folge Lou Dates Mary der Mary Tyler Moore Show zu sehen.
Von 1983 an hatte Reilly eine wiederkehrende Rolle als Roy Ralston in der Seifenoper Dallas. Im folgenden Jahr wurde er als World-Security-Bureau-Agent Sean Donely in General Hospital besetzt. Er verkörperte die Rolle zehn Jahre lang bis November 1994, als er im Rahmen einer Abfindung die Serie in Absprache mit der ausführende Produzentin Wendy Riche verließ. Für seine Darstellung wurde er 1988 für den Soap Opera Digest Award in der Kategorie „Outstanding Actor in a Leading Role on a Daytime Serial“ nominiert.
In Anschluss an General Hospital war er als Del Douglas in den ersten sechs Folgen von Sunset Beach zu sehen; zwischen 1997 und 1999 folgten weitere Gastrollen. So spielte er Kelly Taylors Vater in mehreren Folgen von Beverly Hills, 90210. Am 21. Januar 2005 übernahm Reilly die Rolle des Alistair Crane in der Seifenoper Passions von dem Schauspieler David Bailey, nachdem dieser im November 2004 bei einem Unfall ums Leben gekommen war; aufgrund von Kostensenkungen wurde seine Rolle im Juli 2006 aus der Serie geschrieben. Von August 2007 bis Mai 2008 kehrte er in einer anderen, wiederkehrenden Rolle in die Serie zurück.
Er ließ seine Rolle als Sean Donely in der zweiten Staffel des General-Hospital-Ablegers General Hospital: Night Shift am 21. Oktober 2008 wiederaufleben und war zum 50-jährigen Jubiläum von General Hospital am 9. August 2013 erneut zu sehen. Eine seiner letzten Rollen hatte er 2012 in vier Folgen der Webserie The Bay als Mortimer.
Neben Gastauftritten und Nebenrollen in zahlreichen Fernsehformaten spielte Reilly auch in Spielfilmen wie Tollkühne Flieger, Was, du willst nicht?, Im Sommercamp ist die Hölle los, Gangster Kid und Fallout – Gefahr aus dem All mit. Ab 1989 war er zudem in der inzwischen eingestellten Disney-Attraktion Body Wars in der Themenwelt Wonders of Life des Epcot-Themenparks in Florida zu sehen. Neben der Arbeit vor der Kamera übernahm Reilly auch Sprechrollen.
Im deutschen Sprachraum wurde Reilly unter anderem von Arnim André, Hartmut Becker, Friedrich Georg Beckhaus, Hans von Borsody, Christian Brückner, Hans-Werner Bussinger, Berno von Cramm, Bernd Eichner, Klaus Guth, Joachim Höppner, Ulli Kinalzik, Norbert Langer, Peter Neusser, Klaus Nietz, Ronald Nitschke, Engelbert von Nordhausen, Wolfgang Pampel, Klaus Piontek, Joachim Pukaß, Thomas Rauscher, Christian Rode, Willi Röbke, Rainer Schmitt, Horst Stark, Kai Taschner, Michael Telloke, Bodo Wolf und Harry Wüstenhagen synchronisiert.

## Nominierungen
- 1986: Soap Opera Digest Award in der Kategorie „Outstanding Actor in a Leading Role on a Daytime Serial“ für General Hospital[1]
- 2006: Daytime Emmy Award in der Kategorie „Outstanding Lead Actor“

## Filmografie (Auswahl)

### Film
- 1975: Tollkühne Flieger
- 1977: The Banana Company (Fernsehfilm)
- 1978: Lassie – Ein neuer Anfang (Fernsehfilm)
- 1978: Secrets of Three Hungry Wives (Fernsehfilm)
- 1979: The Incredible Journey of Doctor Meg Laurel (Fernsehfilm)
- 1979: Was, du willst nicht?
- 1980: Im Sommercamp ist die Hölle los (Gorp)
- 1980: The Secret War of Jackie’s Girls (Fernsehfilm)
- 1981: Charlie and the Great Balloon Chase (Fernsehfilm)
- 1981: Triumph der Liebe (The Patricia Neal Story; Fernsehfilm)
- 1983: Großalarm im Krankenhaus (Fernsehfilm)
- 1983: Scherben eines Mordes (Fernsehfilm)
- 1983: After George (Fernsehfilm)
- 1983: Wishman (Fernsehfilm)
- 1983: Das Bombengeschäft (Deal of the Century)
- 1985: Knast Total – Hier sitzen sie richtig (Doin’ Time)
- 1986: Gangster Kid
- 1996: Cityscrapes: Los Angeles
- 1996: Spilt Milk
- 1999: Fallout – Gefahr aus dem All
- 2003: Das Todesbuch (Book of Days; Fernsehfilm)

### Fernsehserien
- 1974: Police Story – Immer im Einsatz
- 1974: Apple’s Way
- 1974: Rauchende Colts
- 1974: The Lives of Benjamin Franklin (Miniserie)
- 1974–1976: Jung und Leidenschaftlich – Wie das Leben so spielt
- 1976: Kojak – Einsatz in Manhattan
- 1977: Phyllis
- 1977: Oh Mary
- 1977: Lou Grant
- 1977: Barnaby Jones
- 1977–1978: Die Sieben-Millionen-Dollar-Frau
- 1978: Hawaii Fünf-Null
- 1978: Durch die Hölle nach Westen
- 1978: Wonder Woman
- 1979: A Man Called Sloane
- 1980: Der unglaubliche Hulk
- 1980: Love Boat
- 1980: Number 96
- 1980–1982: Boomer, der Streuner
- 1981: Nero Wolfe
- 1981: Quincy
- 1981–1982: Hart aber herzlich
- 1982: Madame’s Place
- 1982: Der Junge vom anderen Stern
- 1983: Remington Steele
- 1982–1983: Silver Spoons
- 1983: Dallas
- 1983: Die Himmelhunde von Boragora
- 1983: Ryan’s Four
- 1983: The Hamptons
- 1983: Herzbube mit zwei Damen
- 1983–1984: Newhart
- 1984: Mike Hammer
- 1984: Simon & Simon
- 1984: Computer Kids
- 1984: Boone
- 1984: Benson
- 1984: Mode, Models und Intrigen
- 1984: Cagney & Lacey
- 1984: Der Denver-Clan
- 1984: Wer ist hier der Boss?
- 1984: Karussell der Puppen
- 1984–2013: General Hospital
- 1986: Mr. Sunshine
- 1986: Dieses süße Leben
- 1993: Fallen Angels
- 1994–1995: Harrys Nest
- 1994–1996: Der unbesiegbare Iron Man
- 1995: Maybe This Time
- 1996: Diagnose: Mord
- 1996: Das Seattle Duo
- 1997: L.A. Affairs
- 1997: The Naked Truth
- 1997: Caroline in the City
- 1996–1998: Beverly Hills, 90210
- 1996–2002: Arli$$
- 1997–1999: Sunset Beach
- 1998: Martial Law – Der Karate-Cop
- 1998: Mortal Kombat: Conquest
- 1999: Melrose Place
- 2000: Son of the Beach
- 2001: Zeit der Sehnsucht
- 2002: Für alle Fälle Amy
- 2003: She Spies – Drei Ladies Undercover
- 2005–2008: Passions
- 2008: General Hospital: Night Shift
- 2012: The Bay (Webserie)